# Karen Dalton
Pour les articles homonymes, voir Dalton.
Karen Dalton (19 juillet 1937-19 mars 1993) est une chanteuse de folk et de blues, guitariste américaine, aux origines irlandaises et cherokees.

## Biographie
Karen Dalton née en 1937, épouse, très jeune, le guitariste Richard Tucker dont elle a au moins deux enfants, un fils dont elle perd la garde, et une fille, Abralyn Baird, née alors qu'elle n'a que 17 ans. Deux ans après, à 19 ans, elle se sauve à New York avec sa fille. À 21 ans, elle a déjà été mariée et divorcée deux fois.
Elle évolue sur la scène du Greenwich Village au début des années 1960, en particulier avec Fred Neil, Tim Hardin, les Holy Modal Rounders et Bob Dylan qui l'incite à faire un disque : 

« Karen a été ma chanteuse préférée aussi bien qu'une forte influence sur ma propre façon de chanter depuis le début des années 1960. Je l'ai repérée pour la première fois dans le Village au Cock & Bull (rebaptisée plus tard le Bitter End). Sa voix me saisit immédiatement. Elle interpréta Blues on the Ceiling (qui est ma chanson) avec tellement d'inspiration que si elle m'avait dit qu'elle l'avait écrite elle-même, je l'aurais crue. Après le set, Dino Valenti m'a emmené chez Karen. Plus tard dans la nuit, nous avons jammé. (...) Sa voix était si unique. Pour la décrire, il faudrait être un poète. Tout ce que je peux dire, c'est qu' elle se démerde sacrément bien pour chanter du blues... »

Mais l'effroi que suscitent sur elle les studios d'enregistrement, ainsi que sa claustrophobie, font qu'elle n'enregistre qu'en 1969 son premier album, produit par Nick Venet, It's So Hard To Tell Who's Going To Love You The Best, réédité par Koch Records sur CD en 1996 et en novembre 2006 par le label français Megaphone-Music avec un DVD bonus contenant des images rares de ses performances scéniques.
Son second album, In My Own Time, est enregistré à Bearsville et produit par Harvey Brooks, également à la basse sur le disque, et Richard Bell au piano. Les notes du livret sont écrites par Fred Neil, qui, le premier, attire l'attention du producteur Nick Venet de Capitol sur la jeune femme, sur le label Sunshine de Michael Lang, le promoteur de Woodstock.
Cet album est réédité en novembre 2006 chez Light In The Attic Records.
Les photos utilisées sur les pochettes, quant à elles, sont prises par Elliot Landy, photographe officiel du festival de Woodstock.
Elle meurt d'un cancer de la gorge lié au sida, après huit ans de lutte, en 1993, à Hurley dans l'État de New York, là où elle a passé une grande partie de sa vie. Elle est prise en charge par le guitariste Peter Walker (en) pendant ses derniers mois.

## Style
Karen n'est pas une compositrice mais elle fait sienne chaque chanson qu'elle emprunte. Sur ses deux albums, elle reprend des chansons de Paul Butterfield, Richard Manuel, Dino Valente, Fred Neil, Tim Hardin, Leadbelly, Jelly Roll Morton, George Jones, Richard Tucker aussi bien que des versions personnelles de folk traditionnels.
Elle utilise une guitare Gibson 12 cordes, et joue également du banjo (le sien était particulièrement impressionnant puisqu'il comporte pas moins de 27 frettes).
Son timbre de voix, particulièrement bluesy, est souvent comparé à celui de la chanteuse de jazz Billie Holiday. La publicité du label Capitol pour son premier album la décrit d'ailleurs comme « the folksinger's answer to Billie Holiday » (la chanteuse de folk qui vient en réponse à Billie Holiday).
Bob Dylan écrit d'elle dans son autobiographie Chroniques, volume 1 : 
My favorite singer... was Karen Dalton. Karen had a voice like Billie Holiday and played guitar like Jimmy Reed... I sang with her a couple of times (Ma chanteuse préférée... était Karen Dalton. Karen avait une voix comme Billie Holiday et jouait de la guitare comme Jimmy Reed... j'ai chanté avec elle plusieurs fois)

## Influences
Outre Dylan, elle est une des influences de Devendra Banhart, Nick Cave, 
Lenny Kaye, Cocorosie ou Joanna Newsom et figure dans le livre Rock, Pop : un itinéraire bis en 140 albums essentiels du rock-critique Philippe Robert.

## Discographie

### Divers
- Something on your mind apparaît sur la compilation Sleepwalk : A selection by Optimo (Espacio) en 2008
- Same old man apparaît sur le single de Mark Lanegan Light in the attic 10 years anniversary : Karen Dalton Same old man en 2012
- Something on your mind est utilisé dans le premier épisode de la série Vernon Subutex

## Hommages
- La chanteuse de country Lacy J. Dalton affirme qu'elle a emprunté son nom à Karen Dalton. Celle-ci aurait eu une grande influence sur la chanteuse.
- Également connue sous le nom de Sweet Mother K.D., il est dit que la chanson Katie's been gone du groupe The Band a été écrite pour elle.
- Karen Dalton est mentionnée dans le « Penguin book of Popular Music » dans la liste de ce qu'écoutaient les Holy Modal Rounders, comme il est écrit dans les notes des albums de ceux-ci qui la mentionnaient systématiquement.
- Lucinda Williams nota In my own time dans son « top ten » de l'année pour Tower Pulse durant la fin des années 1980.
- Katell Keineg reprend la version de Karen de la chanson Same old man - elle-même de Steve Weber - et a aussi repris la version de Karen de Katie's Cruel.
- Le personnage principal d'Incidences de Philippe Djian écoute Karen Dalton dans sa voiture.
- Un extrait de la chanson Something on Your Mind interprétée par l'artiste est audible en fin de l'épisode trois de la série télévisée Shantaram.

## Films
- (en) Emmanuelle Antille, A Bright Light : Karen and the process, 2018